# Батайпоран
Батайпоран (порт. Batayporã) — муниципалитет в Бразилии, входит в штат Мату-Гросу-ду-Сул. Составная часть мезорегиона Восток штата Мату-Гроссу-ду-Сул. Входит в экономико-статистический микрорегион Нова-Андрадина. Площадь занимаемой территории 1828,214 км². Численность населения на 2007 год составляла 10 559 человек, плотность населения — 5,77 чел./км².
Праздник города — 12 ноября.

## История
Город основал в 1963 году Ян Бата.

## Статистика
- Валовой внутренний продукт на 2003 год составил 105 339 061,00 реалов (данные: Бразильский институт географии и статистики).
- Валовой внутренний продукт на душу населения на 2003 год составил 9013,35 реалов (данные: Бразильский институт географии и статистики).
- Индекс развития человеческого потенциала на 2000 год составил 0,704 (данные: Программа развития ООН).

## География
Климат местности: тропический.